# Kergrist
Kergrist (en bretó Kergrist) és un municipi francès, situat a la regió de Bretanya, al departament d'Ar Mor-Bihan. L'any 2006 tenia 648 habitants.

## Demografia
| 1962                                       | 1968 | 1975 | 1982 | 1990 | 1999 |  |
| ------------------------------------------ | ---- | ---- | ---- | ---- | ---- |  |
| 653                                        | 793  | 658  | 645  | 666  | 659  |  |
| Des de 1962: població sense dobles comptes |      |      |      |      |      |  |

## Administració
| Període   | Identitat      | Partit |
| --------- | -------------- | ------ |
| 1989-2001 | Léon André     |        |
| 2001-2008 | Daniel Poulain |        |
| 2008-     | Bruno Servel   |        |